# Matthäus Hetzenauer
Matthäus Hetzenauer (23. prosince 1924 – 3. října 2004) byl rakouský odstřelovač, sloužící během druhé světové války v řadách německého Wehrmachtu. Sloužil ve 3. horské divizi na východní frontě. Je mu připisováno 345 potvrzených zabití. Nejdelší vzdálenost, na kterou dokázal zabít, činila 1 100 metrů.

## Kariéra
Většinu roku 1943 strávil v základním výcviku, poté se podrobil v období března a července 1944 střeleckému výcviku ve Truppenübungsplatz Seetaler-Alpe ve Štýrsku. Následně byl přiřazen jako Gefreiter (svobodník) do 3. horské divize. Využíval pušek Karabiner 98k pro odstřelovače s 6× puškohledem a dále Gewehr 43 s ZF-4 (4×) puškohledem. Účastnil se akcí v Karpatech, Maďarsku a na Slovensku. Dne 6. listopadu 1944 utrpěl poranění hlavy z dělostřeleckého granátu a o tři dny později získal odznak za zranění.
Generálporučík a velitel divize Paul Klatt doporučil Hetzenauera kvůli jeho četným střeleckým úspěchům a odvaze. Bez obav o svou bezpečnost pod palbou z děl a nepřátelskými útoky zabíjel dál. Toto doporučení schválil Generál horských vojsk Karl von Le Suire a Generál tankových vojsk Walter Nehring.
Hetzenauer byl zajat sovětskými vojsky v květnu 1945 a po dobu pěti let byl vězněn v sovětském pracovním táboře.

## Vyznamenání
- Železný kříž (1939) 2. třída (1. září 1944) a  1. třída (25. listopadu 1944)
- Odznak za zranění (1939) v černé (9. listopadu 1944)
- Útočný odznak pěchoty ve stříbře (13. listopadu 1944)
- Scharfschützenabzeichen ve zlatě (3. prosince 1944, jeden ze tří příjemců)
- Spona za boj zblízka, ve zlatě
- Rytířský kříž Železného kříže (17. dubna 1945) jako Gefreiter (svobodník) a odstřelovač v 7./Gebirgsjäger-Regimentu 144 (Horském pěším pluku)